# 1980년 미국 하원의원 선거
1980년 미국 하원의원 선거는 1980년 11월 4일 미국에서 치러진 하원의원 선거로, 같이 치러진 대선에서 로날드 레이건 후보가 승리함에 힘입어 공화당 의석수가 증가하였다. 이 선거는 또한 남북전쟁 이후 처음으로 남부 주(사우스 캐롤라이나)에서 공화당이 안정적 다수를 점한 선거였다.

## 선거 결과

### 정당별 선거 결과
의석수
| 정당   | 의석수 |
| ------ | ------ |
| 민주당 | 243석  |
| 공화당 | 192석  |
| 합계   | 435석  |

득표
| 정당                 | 득표수     | 득표율 |
| -------------------- | ---------- | ------ |
| 민주당               | 39,347,947 | 50.5%  |
| 공화당               | 37,322,627 | 47.9%  |
| 자유주의자당         | 568,131    | 0.7%   |
| 시민당               | 60,390     | 0.1%   |
| 살 권리당            | 54,142     | 0.1%   |
| 평화자유당           | 45,281     | 0.1%   |
| 뉴욕자유당           | 38,676     | 0.05%  |
| 보수당               | 36,928     | 0.05%  |
| 미국독립당           | 31,724     | 0.04%  |
| 소비자당             | 23,115     | 0.03%  |
| 사회주의노동자당     | 17,803     | 0.02%  |
| 자유연맹당           | 15,218     | 0.02%  |
| 주민당               | 7,992      | 0.01%  |
| 입헌당               | 6,651      | 0.009% |
| 신연합당             | 4,151      | 0.005% |
| 의회를 위한 모리스당 | 3,951      | 0.005% |
| 사회주의노동당       | 3,808      | 0.005% |
| 반낙태독립당         | 3,594      | 0.005% |
| 인민독립연대         | 2,937      | 0.004% |
| 신연맹당             | 2,552      | 0.003% |
| 의회독립당           | 2,358      | 0.003% |
| 미국당               | 2,329      | 0.003% |
| 독립의회당           | 2,326      | 0.003% |
| 사회당               | 1,818      | 0.002% |
| 무슬로건당           | 1,776      | 0.002% |
| 국민민주당           | 1,743      | 0.002% |
| 독립대안당           | 1,630      | 0.002% |
| 산업정부당           | 1,616      | 0.002% |
| 정치인들사기꾼이당   | 1,588      | 0.002% |
| 법정모독당           | 1,549      | 0.002% |
| 행동으로 말한당      | 1,138      | 0.001% |
| 반낙태가족당         | 1,004      | 0.001% |
| 노동자세계당         | 625        | 0.001% |
| 인권승인당           | 542        | 0.001% |
| 기타                 | 37,854     | 0.05%  |
| 무소속               | 216,403    | 0.3%   |
| 총합                 | 77,873,917 |        |